# Alexander Aitken
Alexander Craig Aitken (ur. 1 kwietnia 1895 w Dunedin, zm. 3 listopada 1967 w Edynburgu) – nowozelandzki matematyk, uważany za jednego z największych w historii tego kraju.

## Życiorys
Alexander Aitken odbył studia doktoranckie na Uniwersytecie Edynburskim. W 1925 roku został wybrany członkiem Edynburskiego Towarzystwa Naukowego. W tym samym roku, podjął pracę nauczyciela akademickiego na swojej macierzystej uczelni. W 1936 roku został wybrany członkiem londyńskiego Towarzystwa Naukowego za swój wkład w rozwój algebry, statystyki i analizy numerycznej.
Aitken posiadał wybitną pamięć i wybitne zdolności w zakresie szybkich kalkulacji mentalnych. Przykładowo, znał na pamięć 1000 cyfr po przecinku liczby Pi i 96 powtarzających się cyfr rozwinięcia dziesiętnego ułamka 1/97, natomiast w szkole średniej nauczył się na pamięć Eneidy (czego około 200 lat wcześniej dokonał również Leonhard Euler). Wszelako, jego zdolności pamięciowe nie pozwalały mu zapomnieć o okropnościach I wojny światowej, co później stało się przyczyną prześladującej go depresji.
Poprzez współpracę z Herbertem W. Turnbullem nad książką o macierzach kanonicznych (opublikowaną w 1932 roku) uzyskał liczbę Erdősa 6. Nowozelandzkie Towarzystwo Matematyczne przyznaje corocznie nagrodę jego imienia.

## Wybrane publikacje
- A. C. Aitken (1935). "On Least Squares and Linear Combinations of Observations", Proceedings of the Royal Society of Edinburgh, 55, 42–48.
- A. C. Aitken and H. Silverstone (1942). "On the Estimation of Statistical Parameters", Proceedings of the Royal Society of Edinburgh, 1942, 61, 186–194.
- A. C. Aitken (1963). Gallipoli to the Somme: Recollections of a New Zealand infantryman. Oxford.